# Зверев, Рид Петрович
Рид Петрович Зверев (17 июля 1931, село Ольховое, теперь Станично-Луганского района Луганской области — 1996?) — советский и компартийный деятель, депутат Верховного Совета УССР 10-11 созывов в 1984—1990 г. Член Ревизионной Комиссии КПУ в 1976—1981 гг. Член ЦК КПУ в 1981—1990 гг.

## Биография
Окончил Московский горный институт (сейчас — Горный институт НИТУ «МИСиС»).
С 1954 года — сменный инженер шахтостроительных управлений, помощник начальника проходки строительного управления № 1, начальник проходки шахты № 1 «Сімейкинська», главный инженер, начальник шахтостроительного управления треста «Краснодонуголь» Луганской области.
В 1958 году стал членом КПСС.
С 1961 года — 2-й секретарь Краснодонского райкома КПУ Луганской области, секретарь Луганского областного совета профессиональных союзов.
С 1963 года — начальник шахтопроходческого управления № 6 треста «Луганскшахтопроходка», с 1970 года — управляющий трестом «Краснодоншахтострой» Луганской области.
В 1974—1977 годах — 1-й секретарь Краснодонского городского комитета КПУ Ворошиловградской области.
В 1977—1980 годах — секретарь Ворошиловградского областного комитета КПУ.
В 1980—1986 годах — 2-й секретарь Ворошиловградского областного комитета КПУ.
В 1986 — мае 1987 годах — председатель исполкома Ворошиловградского областного Совета народных депутатов.
Награждён орденами и медалями.
Проживал в городе Луганске.